# De Kleine Zeemeermin (Efteling)
De Kleine Zeemeermin is een uitbeelding van het sprookje De kleine zeemeermin in het Sprookjesbos in het Nederlandse attractiepark de Efteling. Het is het tiende sprookje op de route door het Sprookjesbos en ligt tussen Raponsje en Draak Lichtgeraakt. 
Het kijktafereel bestaat uit een sculptuur van van de zeemeermin met een vis onder haar linkerarm. De vis fungeert als fontein. Met haar rechterarm leunt ze op een steen. De zeemeermin zit op een stapel stenen in een vijver. Achter de vijver staat een gedecoreerde muur. Bovenop de muur staat een sculptuur van Cupido.
Het kijktafereel werd in 1970 voor het publiek geopend als vervanger van De Dansende Dolfijn. De sculptuur is is oorspronkelijk ontworpen door Anton Pieck en gemodelleerd door Ton van de Ven. In de loop van de decenia heeft het tafereel meerdere onderhoudsbeurten gehad.